# Evangelische Kirche (Simmersbach)

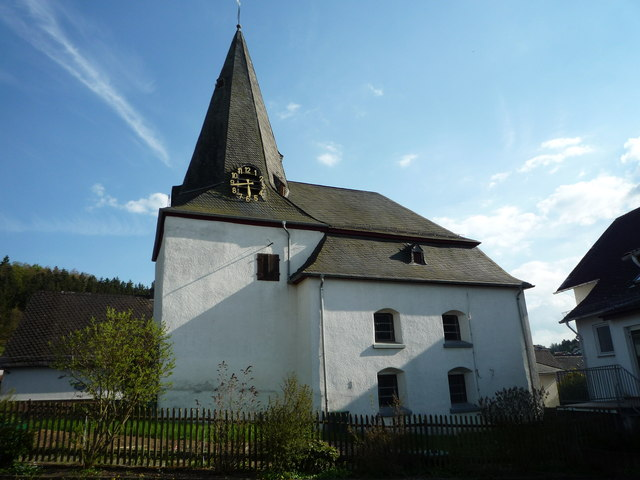
Evangelische Kirche (Simmersbach)

Die Evangelische Kirche Simmersbach (auch: Katharinenkirche) ist ein denkmalgeschütztes Kirchengebäude, das im Ortsteil Simmersbach der Gemeinde Eschenburg im Lahn-Dill-Kreis (Hessen) steht. Die Kirchengemeinde gehört zum Dekanat an der Dill in der Propstei Nord-Nassau der Evangelischen Kirche in Hessen und Nassau.

## Beschreibung
Aus einem Schriftstück des Jahres 1433 geht hervor, dass es eine Kirche gibt, die der heiligen Katharina geweiht ist. Der stehen gebliebene Chorturm ist aufgrund seines Baustils als hochmittelalterlich anzusehen. Das Kirchenschiff und der Helm des Turms wurden 1774 erneuert. Im 19. Jahrhundert wurde die Kirche im Inneren und Äußeren größtenteils neu gestaltet. Da von den beiden Kirchenglocken die große, im Jahre 1845 von der Glocken- und Kunstgießerei Rincker gegossene, 1909 zersprungen ist, wurde die Glockengießerei mit dem Gießen einer neuen Glocke beauftragt. Im Ersten Weltkrieg musste die 1909 erneuerte Glocke geopfert werden. Nach dem Krieg wurden 1921 bei der Fa. Rincker zwei neue Glocken gegossen, so dass nun drei Kirchenglocken im Glockenstuhl hingen. Im Zweiten Weltkrieg mussten die 1921 eingebauten Glocken abgeliefert werden. Eine wurde 1950 ersetzt. 1947 wurde eine Turmuhr von Eduard Korfhage & Söhne eingebaut. Die Orgel mit 7 Registern, einem Manual und einem Pedal wurde 1896 von Gustav Raßmann gebaut.